# Turmhügel Tröglersricht
Der Turmhügel Tröglersricht ist eine abgegangene mittelalterliche Turmhügelburg (Motte) am Westrand von Tröglersricht (Haus Nr. 4), einem heutigen Ortsteil von Weiden in der Oberpfalz in Bayern. Heute ist die Stelle als Bodendenkmal D-3-6339-0005 „Mittelalterlicher Burgstall“ vom Bayerischen Landesamt für Denkmalpflege erfasst.

## Beschreibung
Die Burgstelle liegt am nach Westen zur Talniederung der Waldnaab abfallenden Hang des Fischerberges auf einem zungenartig vorspringenden Spornhügel. Die ebene Oberfläche des Hügels weist eine Größe von 25 mal 25 Meter auf. An der Hangseite ist noch ein breiter Grabenrest erhalten, zur Bergseite hin ist dieser verfüllt und teilweise überbaut.